# Ratiba El-Hefny
Ratiba El-Hefny (arabe رتيبة الحفنى ), née le 2 décembre 1931 au Caire, en Egypte, morte le 16 septembre 2013, est une chanteuse d'opéra soprano égyptienne qui s'est imposée dans l'interprétation de la musique classique occidentale, jouant dans des centaines de spectacles lyriques. Elle a été par ailleurs la doyenne de l'Institut supérieur de musique arabe au Caire, a dirigé également l'Opéra du Caire à partir de 1988 et s'est impliquée dans la scène musicale égyptienne jusqu'aux derniers mois de sa vie. Elle a ainsi concilié son intérêt pour la musique classique occidentale et son attachement à la musique orientale. 

## Biographie
Née en 1931 au Caire, elle grandit dans une famille de musiciens : son père Mohamed Ahmed El Hefny a écrit plus de 45 livrets musicaux. La grand-mère de sa mère était d'origine allemande, et a été une chanteuse d'opéra allemande. Dès ses premières années, elle découvre à la fois la musique classique occidentale et la musique orientale. Son parcours lui donne l'occasion de se consacrer à ces deux traditions, y compris dans l'apprentissage d'instruments. Elle a ainsi commencé à jouer du piano à l'âge de cinq ans, et a  atteint le niveau d'un pianiste de concert, mais elle n'a pas poursuivi comme pianiste. Elle a également étudié l'oud, cet instrument à cordes pincées répandu dans les pays arabes, avec le compositeur Mohamed Al-Kasabgui, ainsi que le qanoun, autre instrument du Moyen-Orient à cordes pincées,.
Après ses études en Égypte jusqu'au début des années 1950, elle poursuit en chant lyrique à l'École Supérieure de Musique de Munich, en Allemagne, dont elle sort en 1955. Sa première interprétation majeure est dans La Veuve joyeuse de Franz Lehar, traduit en arabe par Abdel-Rahman Al-Khamissi et interprété comme tel en 1961. Elle est contactée par le ministre égyptien de la culture, Tharwat Okasha, pour jouer un rôle majeur dans cette création, sur une recommandation, semble-t-il, du président Nasser lui-même. Celui-ci aurait eu l'occasion de l'entendre dans une célébration africo-asiatique. Elle enchaîne ensuite les spectacles et acquiert une notoriété sur les scènes égyptiennes et internationales, continuant à bénéficier du soutien de Tharwat Okasha, et chantant aussi bien en arabe, allemand, français ou italien : « Je pense que tout opéra est fortement lié à la langue dans laquelle il a été écrit à l'origine » dit-elle « car chaque langue a sa propre musicalité »,. 
Dans les années 1960, elle crée le premier chœur pour les enfants, en Égypte, puis le Chœur d'enfants de l'Opéra du Caire et l'Ensemble Oum Kalthoum de musique arabe. Durant plus de deux décennies, elle supervise des programmes musicaux sur la radio  et d'émissions télévisées présentant au public la musique arabe, y compris une série de programmes éducatifs pour enfants. Elle est enfin la première présidente du nouvel Opéra du Caire en 1988.
Elle meurt en septembre 2013, à 82 ans.

## Sélection de publications
- The Solfege, Kowait, 1977.
- Mohammed Abdel Wahab, Le Caire, 1991.
- Soft music encyclopedia for children (part 50), Egypte - Liban, 1992.